# Scleroprocta sororcula
Scleroprocta sororcula ist eine Mücke aus der Familie der Stelzmücken (Limoniidae).

## Merkmale
Die Mücke erreicht eine Körperlänge von 6 bis 8 Millimetern und hat einen komplett dunkelgrau gefärbten, schlanken Körper. Die gräulichen Flügel sind dicht behaart und tragen ein blasses, langgezogenes Flügelmal (Pterostigma). Vier Flügelzellen reichen bis zum Flügelhinterrand. Die Querader R-sc liegt deutlich vor den Radiusverzweigungen. 

## Lebensweise und Verbreitung
Die Tiere kommen in weiten Teilen Europas vor, sie fehlen jedoch am Balkan und auf der Iberischen Halbinsel. Sie besiedeln Moore, Bruchwälder und feuchte Wälder. Sie sind in Mitteleuropa nicht selten anzutreffen. 

## Belege